# Космічний центр Х'юстона
Космічний центр Х'ю́стона (англ. Space Center Houston) — науковий музей космічної тематики в Х'юстоні, штат Техас, США. Музей є офіційним центром для відвідувачів Джонсонівського космічного центру — підпорядкованого НАСА центру управління польотами та підготовки астронавтів.
Центр був відкритий у 1992 році замість колишнього Центру відвідувачів у будівлі 2 Джонсонівського космічного центру. Музей займає площу 23 000 м2 і демонструє понад 400 космічних експонатів, включно з космічними капсулами «Меркурія-9», «Джеміні-5» і «Аполлон-17».

## Галерея космічних кораблів

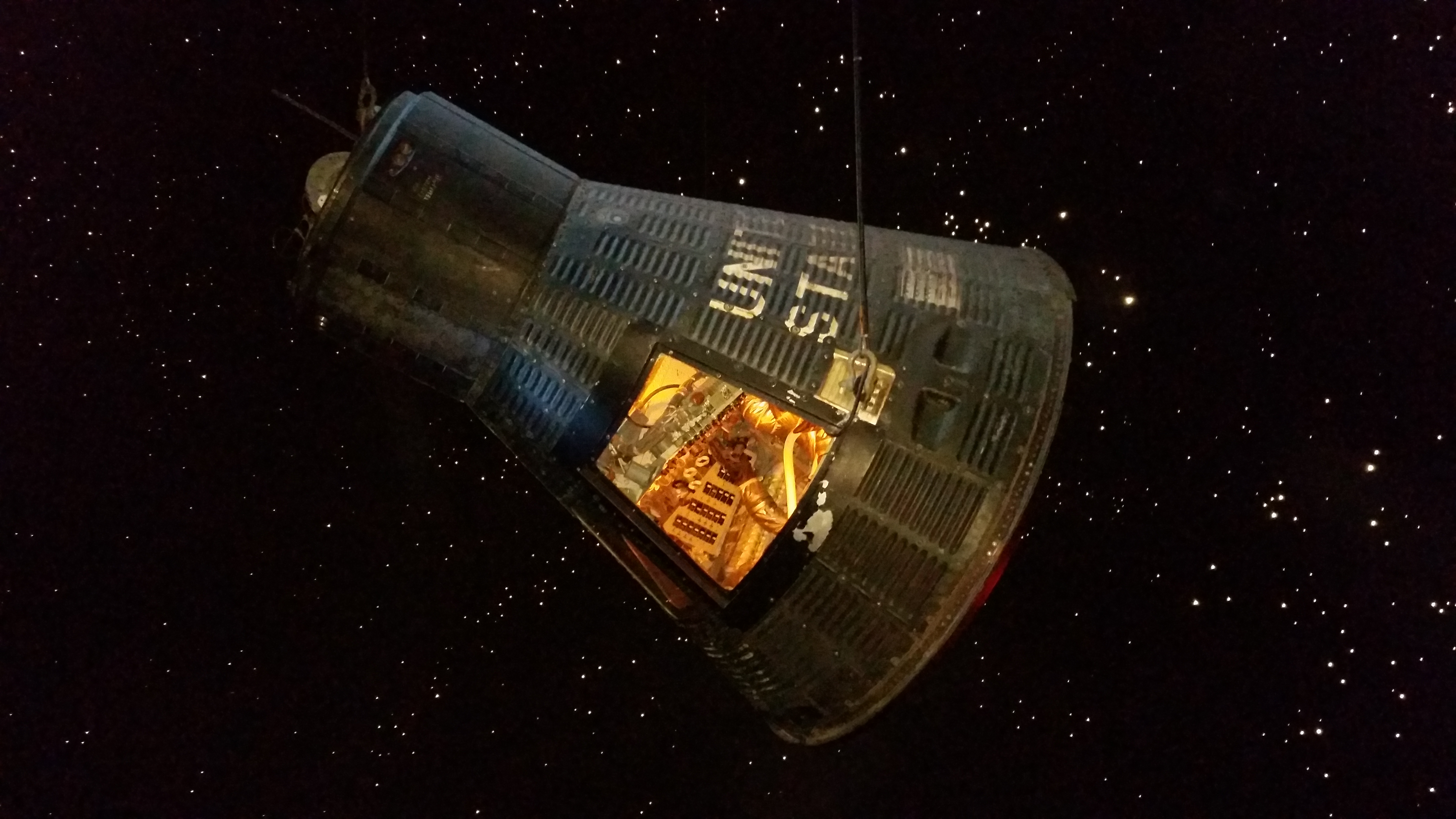
Космічна капсула «Меркурій-Атлас-9»

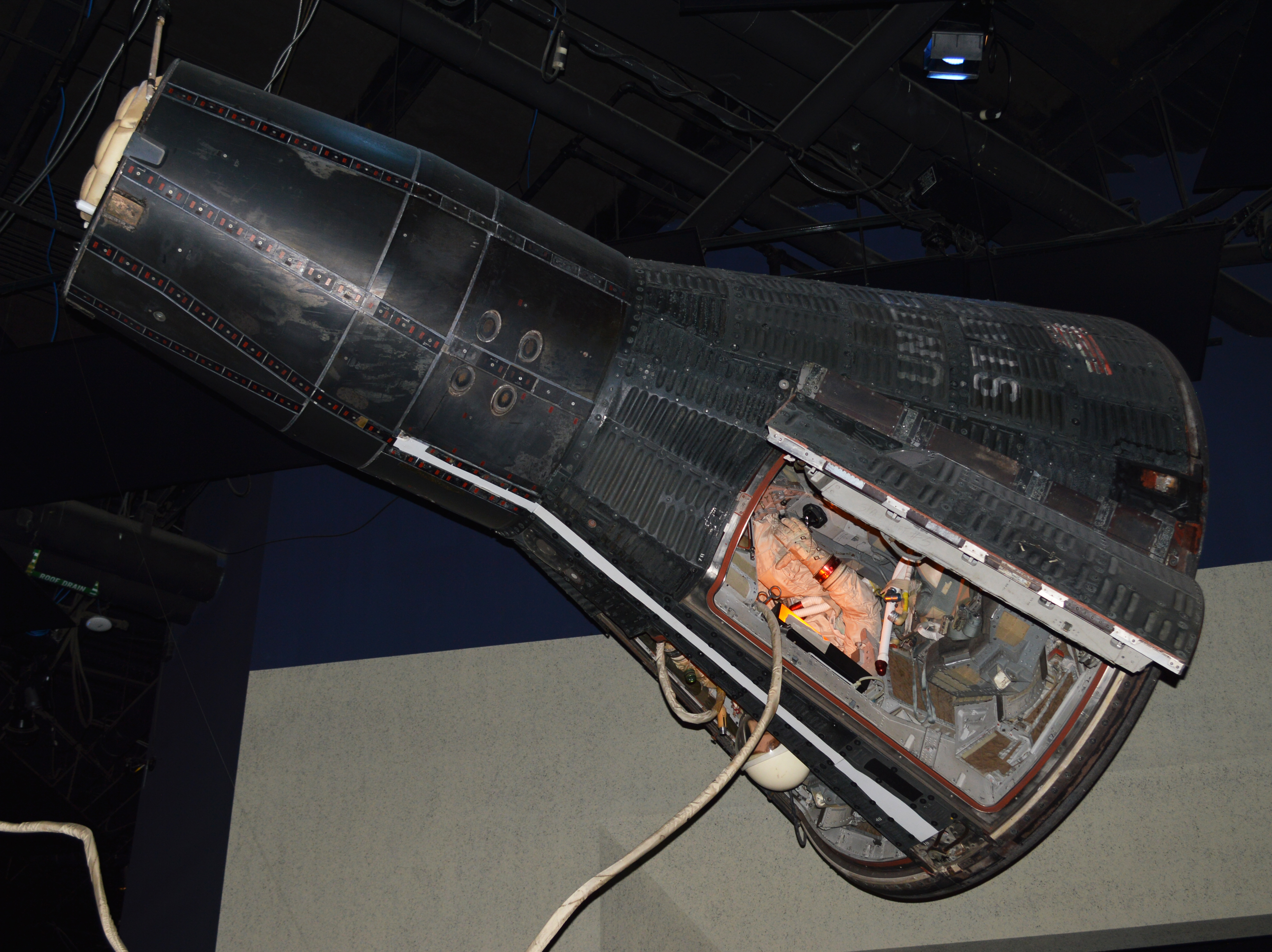
Космічна капсула «Джеміні-5»

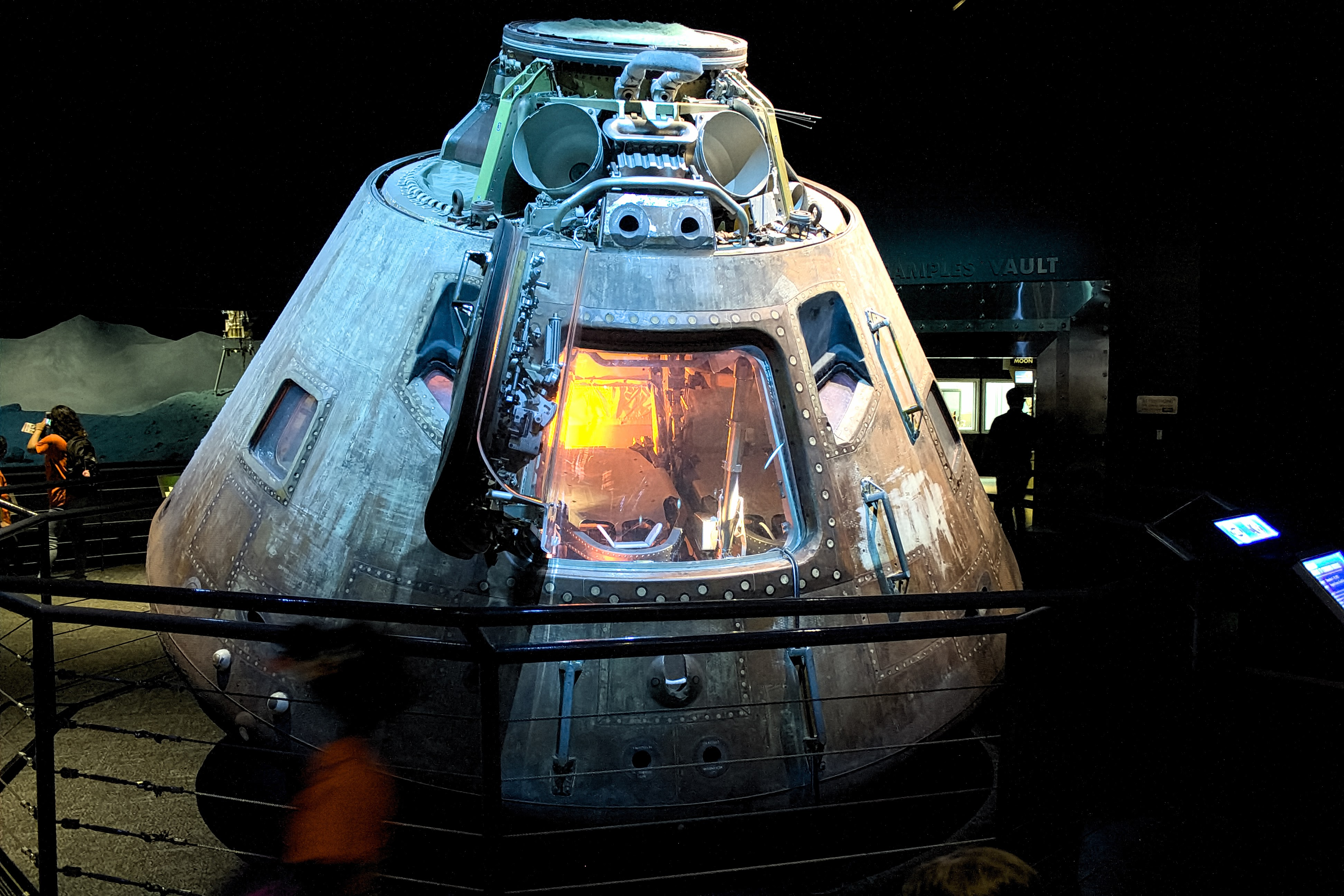
Командний модуль Аполлона-17 «Америка» представлений на виставці в Космічному центрі

Ця галерея включає три космічні апарати, які літали в космос, кілька макетів космічних апаратів, які використовувалися під час навчання, й експозицію місячних порід:
- Капсула «Меркурія-9[en]» (Faith-7), на якій Гордон Купер літав в 1963 році
- Капсула «Джеміні-5[en]», на якій Гордон Купер і Піт Конрад літали в 1965 році
- Командний модуль «Аполлона-17» (America), яким керували Юджин Сернан, Рональд Еванс і Гаррісон Шмітт, який також перевозив п'ятьох мишей і виконав рекордні 75 обертів навколо Місяця в 1972 році під час останньої пілотованої місячної місії програми «Аполлон».
- Тестовий макет місячного модуля LTA-8
- Тренажер місячного автомобіля
- Сховище місячних порід
- «Місячний пробний камінь» (Lunar touchstone) — один із восьми місячних зразків у світі, до яких можна доторкнутися
- Тренажер «Скайлаб» 1-G
- Тренажер стикувального модуля «Союз — Аполлон».

## Індепенденс-Плаза

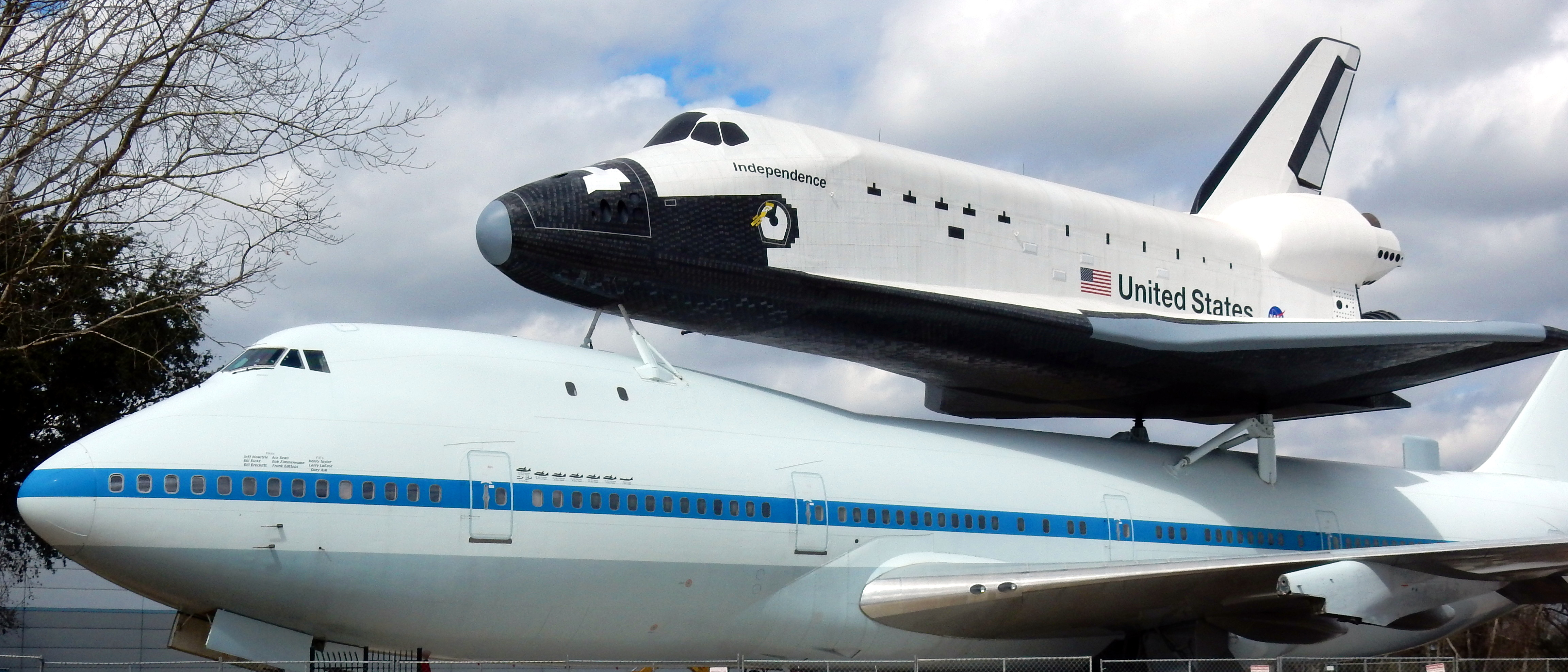
Копія шаттла «Індепенденс» на літаку Shuttle Carrier Aircraft 905, одному з двох носіїв шаттлів.

На території космічного центру Х'юстона розташований виставковий комплекс Індепенденс-Плаза. Він містить єдину у світі копію космічного шаттла, встановлену на одному з двох оригінальних літаків-носіїв шаттлів. Копія космічного шаттла Індепенденс, раніше відомого як Експлорер, спочатку демонструвалася в комплексі відвідувачів космічного центру Кеннеді, але її перемістили, щоб звільнити місце для нового постійного залу шаттла Атлантіс. Індепенденс тепер встановлений на вершині знятого з експлуатації носія шаттлів Shuttle Carrier Aircraft 905 905. Літак був доставлений в Космічний центр Х'юстона з аеропорту Еллінгтон 30 квітня 2014 року, а 14 серпня 2014 року на ньому був встановлений Індепенденс.
Деякий час планувалось розмістити в Космічному центрі Х'юстона один з орбітальних кораблів Спейс Шаттл, але натомість були обрані Комплекс для відвідувачів Космічного центру Кеннеді, Музей Інтрепід і Каліфорнійський науковий центр. В остаточному конкурсному звіті НАСА Космічний центр Х'юстона посів 10 місце серед 13 музеїв, які змагалися за три орбітальні апарати (окрім вже переданого Смітсонівському аерокосмічному музею).

## Ракетний парк

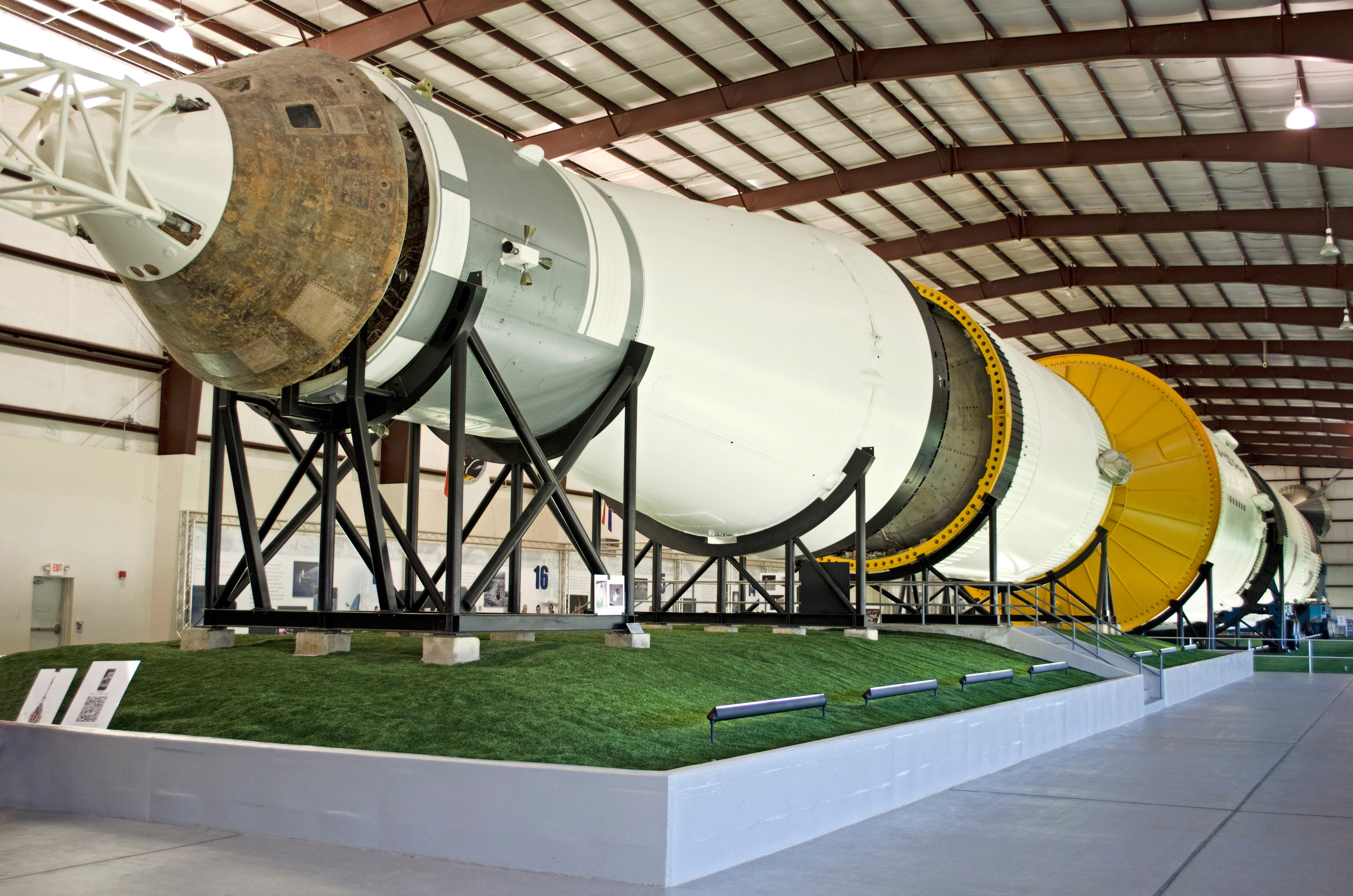
Ракета «Сатурн V» з Командно-службовим модулем «Аполлон»

Ракета «Сатурн V», представлена в Джонсонівському космічному центрі, складається з сегментів, які початково призначались для польоту, але належали різним ракетам. Перший ступінь цієї ракети — від SA-514 (спочатку призначений для скасованого «Аполлона-19»), другий ступінь — від SA-515 (спочатку призначений для скасованого «Аполлона-20»), а третій — від SA-513 (спочатку призначався для скасованого «Аполлона-18», а потім був використаний використана для «Скайлаб», однак третій ступінь був замінений майстернею «Скайлаб»). Командно-службовий модуль Аполлона CSM-115a (призначений для «Аполлона-19») встановлений на ракеті так, як мав би стояти на стартовому майданчику.

## Місія Марс
Виставка «Місія Марс» відкрилася в січні 2017 року і була розроблена за допомогою НАСА. Вона зосереджена на роботі НАСА з планування майбутніх подорожей на Марс. «Місія Марс» розповідає відвідувачам про планету Марс, демонструючи марсіанський ландшафт, включаючи стіну віртуальної реальності, прогнози погоди на Марсі в реальному часі та марсіанський метеорит, до якого можна доторкнутися. Відвідувачі також можуть побачити повнорозмірну модель дослідницької капсули «Оріон», спробувати симулятор космічного корабля «Оріон» і подивитися на марсоходи нового покоління.

## Екскурсії
Екскурсія Джонсонівським космічним центром на фургончику просто неба включає відвідування будівлі 30 (розташування історичної кімнати управління польотами № 2 і Центру управління польотами Крістофера Крафта-молодшого), будівлі 9 (розташування Корпусу макетів космічних кораблів) і Ракетного парку з ракетою Сатурн V.

## Інші виставки

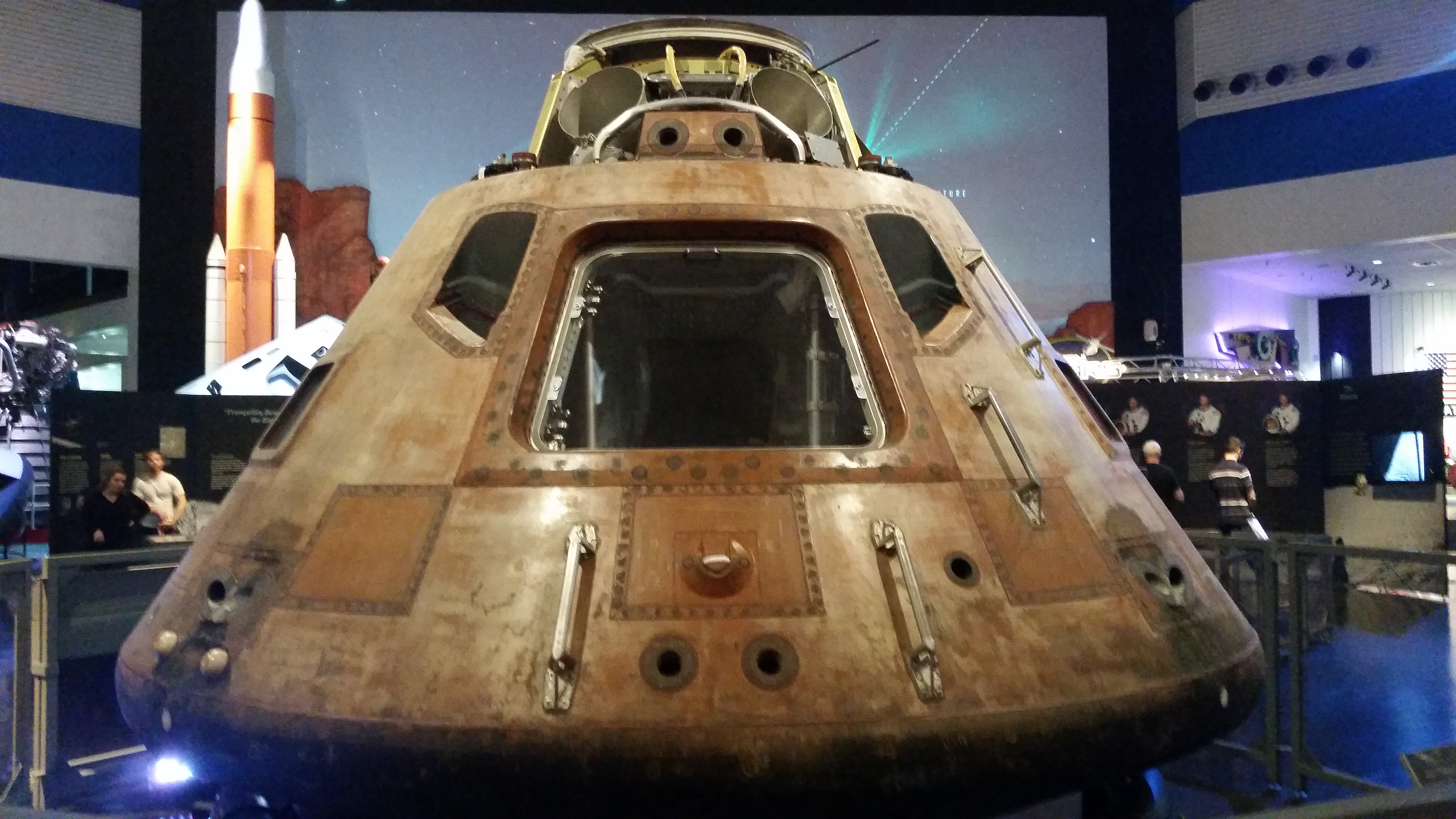
Командний модуль «Аполлона-11» «Колумбія», виставлений під час меморіального туру, 2017.

- Галерея астронавтів демонструє повну колекцію скафандрів, у тому числі місячний костюм Піта Конрада з «Аполлон-12».
- Space Center Theatre — кінотеатр висотою у 5 поверхів з роздільною здатністю 4K.
- Кінотеатр Destiny Theatre з цифровим екраном високої роздільної здатності.
- Живий інтерактивний перформанс «Жити в космосі» (Living in Space)[12], що відображає повсякденне життя на Міжнародній космічній станції[13].
- Інформаційний центр Mission Briefing Center містить презентації в режимі реального часу з оновленнями поточних місій НАСА.
- Галерея Міжнародної космічної станції демонструє внутрішнє обладнання космічної станції.
- Talon Park містить пару реактивних літаків T-38 Talon, які зустрічають відвідувачів біля входу з вулиці до Космічного центру Х'юстона.

## Галерея

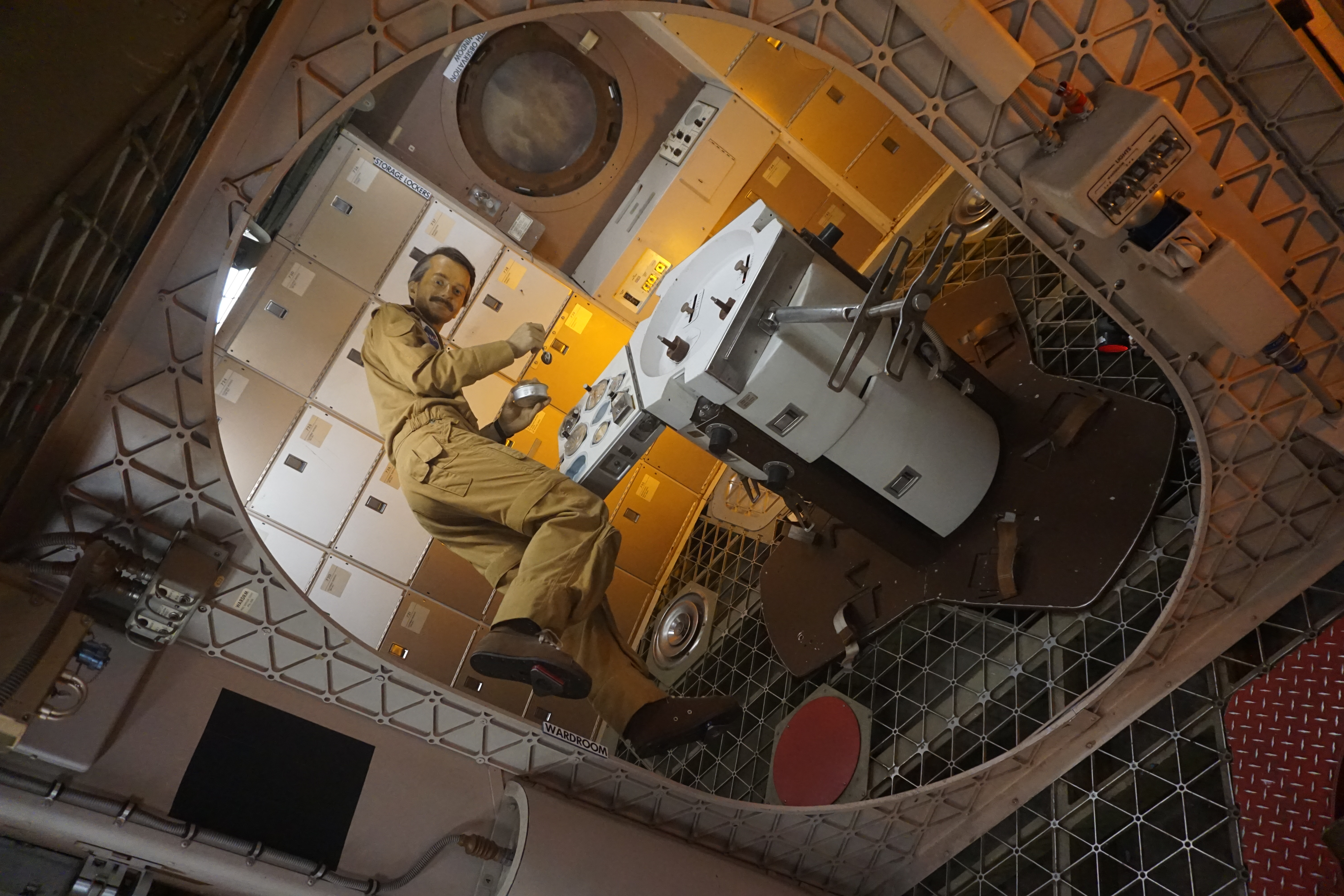
У навчальній моделі «Скайлаб»
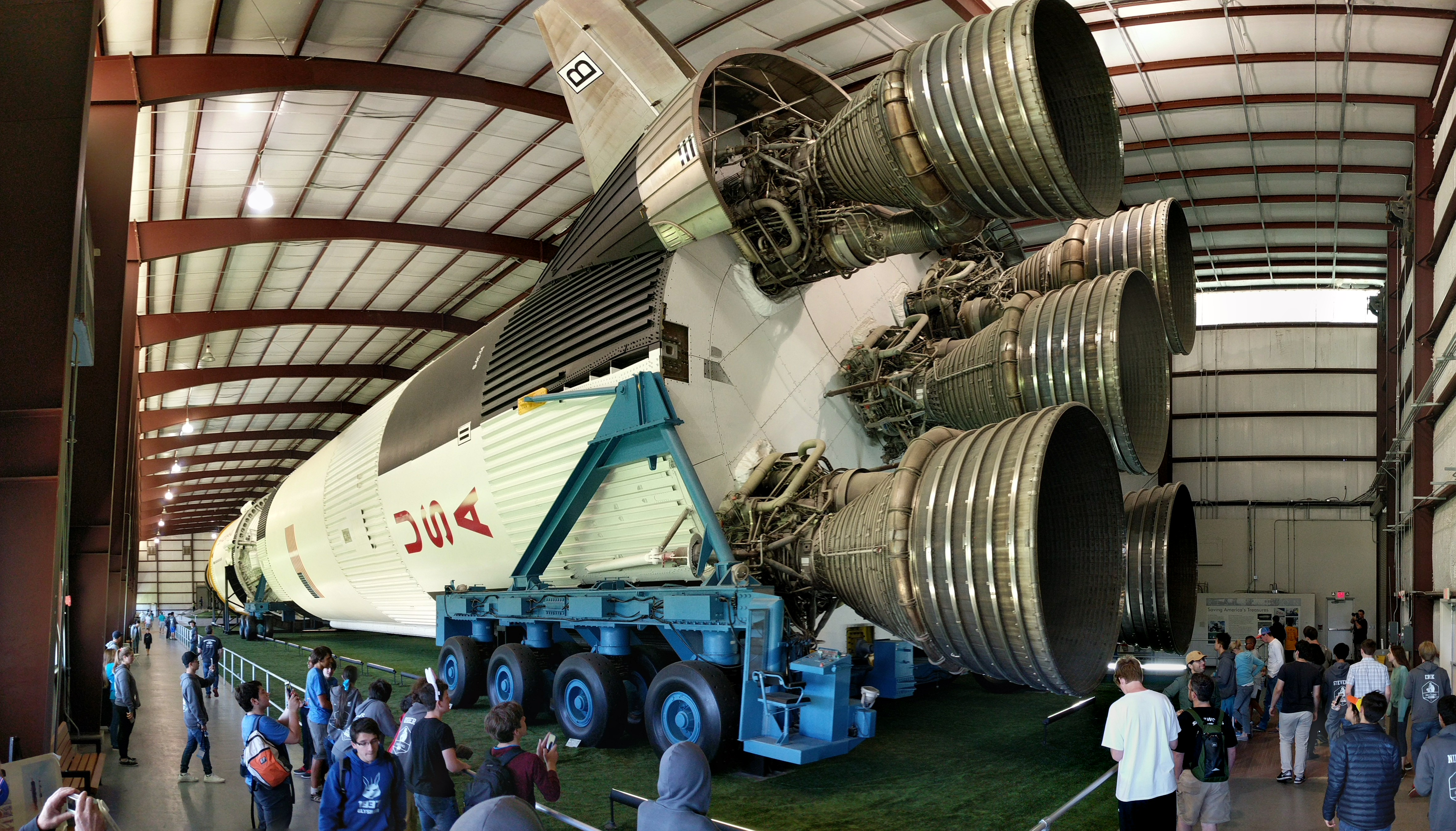
Вид ззаду на ракету «Сатурн V»
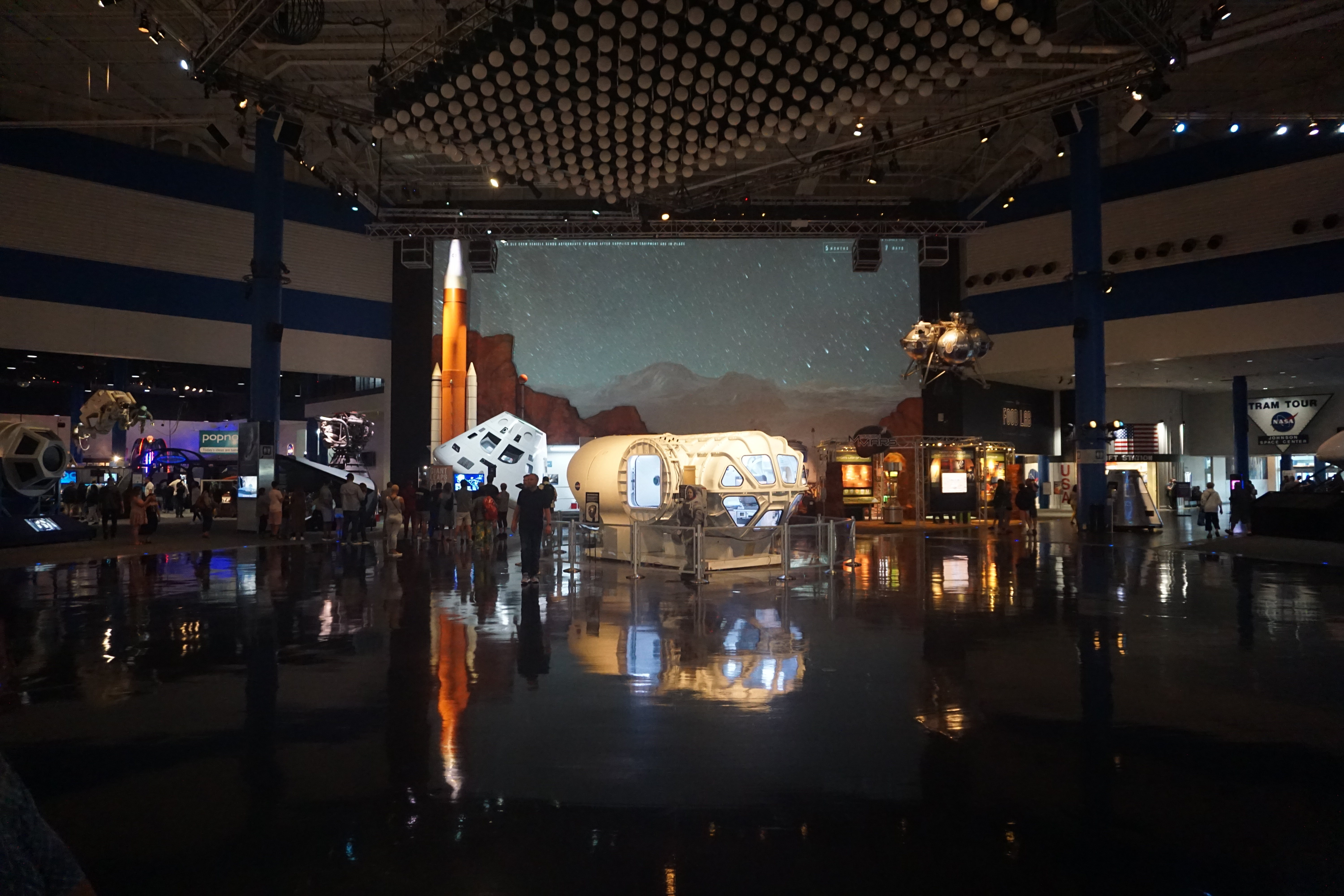
Інтер'єр космічного центру Х'юстона